# Летючий цирк Монті Пайтона
«Літаючий Цирк Монті Пайтона» (англ. Monty Python's Flying Circus) — британське скетч-шоу, що вперше вийшло в ефір 5 жовтня 1969 року. Сценаристами та виконавцями головних ролей виступили учасники комік-гурту Монті Пайтон. 45 серій шоу, об'єднані в 4 сезони, складаються з окремих скетчів та сюрреалістичних анімацій Террі Гілліама, об'єднаних не загальним сюжетом, а якоюсь ідеєю, частіше абсурдною. «Літаючий цирк» не тільки зробив знаменитими учасників Монті Пайтон, але і серйозно вплинув на подальший розвиток комедійного жанру.

## Актори
- Грехем Чепмен
- Джон Кліз
- Ерік Айдл
- Террі Джонс
- Майкл Пелін
- Террі Гілліам

## Цікаві факти
- Гвідо ван Россум, автор популярної мови програмування Python, назвав свою розробку на честь серіалу «Літаючий Цирк Монті Пайтона».
- Історія терміна «спам» почалась з одного зі скетчів шоу.